# 税理士法人松本
税理士法人松本（英名：Matsumoto Tax Corporation）は、東京都渋谷区道玄坂に本社を置く総合型会計事務所グループである。税務・会計、労務、人事、経営コンサルティングをワンストップで提供している。

## 概要
- 創業：2006年（平成18年）
- 設立：2016年（平成28年）
- 本社： 東京都渋谷区道玄坂1-16-3渋谷センタープレイス8F[2]
- 代表者：松本崇宏（税理士登録番号104283）[3]
- 事業内容[4]
  - 税務相談
  - セカンドオピニオン
  - 巡回監査
  - 会計データの入力代行
  - 月次試算表の作成チェック
  - 決算申告の作成チェック・申告
  - 税務相談
  - 節税提案
  - 税務調査対応

## 事業内容

### 税務調査
税理士法人松本は、税務調査対応を「国税ＯＢチーム × 年間1,000件超の相談実績 × 返金保証付き初回相談」で専門化している。公式サイトで数値を開示しており、体制・実績・料金・情報発信を透明化している点が特色である。

#### 体制
- 国税OB・元税務署長が10名超在籍し、法人税・消費税・資産税・査察部案件まで横断的に対応できる組織を構築している。[7][8]

#### 情報発信
- 代表松本崇宏が運営する YouTube チャンネル「税金の裏のウラ」は登録者10万人を突破し、税務調査ノウハウを動画で公開している[9]。
- 税務調査ブログを毎月更新し、最新の通達・判例や実務事例を解説している[10]。

#### 実績
- 年間相談件数1,000件超、累計1万件超と公式に公表[11]。
- 追徴課税ゼロ（申告是認）となった通知書を実例として多数公開している[12]。

### 税務・会計
- 月次・年次決算サポート – クラウド会計（freee・マネーフォワード・弥生）とＲＰＡを活用した記帳代行、月次試算表作成、年次決算・各税目申告[13]。
- セカンドオピニオン – 既存顧問税理士を変更せず月額22,000円から税務判断を検証する独立型サービス[14]。
- 確定申告サポート – ＶＴｕｂｅｒ・インフルエンサー・飲食業など業種別テンプレートを用意し、無申告期間の整理にも対応[15]。
- 相続・資産税 – 相続税試算、遺産分割協議支援、資産管理会社設立などのサービス[16]。

### 労務・人事
- グループ会社「社会保険労務士法人松本」と連携し、社会保険・労働保険手続、給与計算、就業規則作成、助成金申請を代行。労働保険事務組合を併設し、中小事業主の特別加入にも対応している。[17]。

### ビジネスサポート／コンサルティング
- 経営コンサルティング – 中期経営計画策定、財務改善、ＫＰＩ設計、社外ＣＦＯ機能の提供[18]。
- 資金調達支援 – 創業融資、補助金・助成金、資本政策の立案と金融機関紹介[19]。
- 会社設立・許認可 – 行政書士・社労士・税理士が連携し、建設業・古物・風俗営業など業種特化チームを編成[20]。
- クラウド会計／ＤＸ – 経理・給与・販売管理システム導入、ＲＰＡ・ＡＩ-ＯＣＲ活用による業務効率化[21]。

## 沿革
- 2006年05月（平成18年） 東京都江戸川区平井に松本税務会計事務所を設立
- 2006年11月（平成18年） 業務拡大に伴い移転（江戸川区平井）
- 2010年10月（平成22年） 業務拡大に伴い移転（江東区亀戸）
- 2013年06月（平成25年） 業務拡大に伴い移転（江東区亀戸）
- 2016年01月（平成28年） 税理士法人松本・社会保険労務士法人松本設立
- 2016年03月（平成28年） 税理士法人松本本店移転（新宿区新宿）
- 2017年10月（平成29年） 税理士法人松本横浜オフィス開設（神奈川県横浜市）
- 2018年10月（平成30年） 税理士法人松本大阪オフィス開設（大阪市中央区）
- 2021年06月（令和03年） 税理士法人松本渋谷オフィス開設・渋谷オフィスに本店移転（東京都渋谷区）[22]
- 2021年09月（令和03年） 税理士法人松本新宿オフィス移転（東京都新宿区）
- 2022年07月（令和04年） 税理士法人松本大阪オフィス拡張移転（大阪市中央区）
- 2022年12月（令和04年） 税理士法人松本亀戸オフィス業務拡大に伴い移転し、錦糸町オフィスに拡張移転（江東区亀戸）
- 2022年12月（令和04年） 税理士法人松本柏オフィス開設（千葉県柏市）
- 2023年9月 （令和05年） 代表松本崇宏が「士業業界に影響を与えた100人」に選出
- 2025年1月 （令和07年） 一般社団法人会計事務所連携協議会の発起人事務所となる

## 拠点
- 渋谷オフィス  〒150-0043  東京都渋谷区道玄坂1-16-3渋谷センタープレイス8F        電話：03-6416-9847 FAX：03-6416-9848
- 新宿オフィス  〒160-0022  東京都新宿区新宿5-17-5ラウンドクロス新宿5丁目3F       電話：03-5341-4530 FAX：03-5341-4540
- 錦糸町オフィス  〒136-0071  東京都江東区亀戸1-5-7 錦糸町プライムタワー6F       電話：03-5628-3878 FAX：03-5628-3879
- 横浜オフィス  〒231-0033  神奈川県横浜市中区長者町5-85 三共横浜ビル4F        電話：045-308-8081 FAX：045-308-8043
- 大阪オフィス  〒541-0053  大阪府大阪市中央区久太郎町3-6-8JRE御堂筋ダイワビル10F　電話：06-4708-3270 FAX：06-4708-3271
- 柏オフィス　〒277-0021　千葉県柏市中央町2-12 Crobis柏6F　電話：04-7193-8562　FAX：04-7193-8563

## 受賞
- 2023年 – 実務経営サービス「士業業界に影響を与えた100人」選出[23]。
- 2024年11月 – 代表松本崇宏のYouTubeチャンネルが登録者10万人を突破し、銀の再生ボタンを取得[24]。
- 2025年1月 – 「一般社団法人会計事務所連携協議会」発起人事務所として参画[25]。

## メディア

### Yahoo!ニュース
多数のウェブメディアに掲載された記事がYahoo!ニュースにも配信されている。内容は、ナイトワーク従事者の確定申告に関する注意喚起、インボイス制度や電子帳簿保存法といった法改正への対応、税務調査の実態、効果的な節税対策など、税務に関する専門的な解説が中心である。

### その他
現代ビジネス、bizSPA!フレッシュ、日刊SPA!、ENCOUNTなど、ビジネスパーソンや個人事業主を読者層とする多くのメディアに、代表の松本による監修記事やインタビュー記事が掲載されている。

### 雑誌・専門誌
FIVESTAR MAGAZINE
士業向け専門誌である同誌において、2023年に年間70名の人材を採用した同法人の組織戦略や、ナイトワーク市場に特化した事業の背景に関する取材記事が掲載された。
週刊SPA!
「【ホストの確定申告】プロ税理士がこっそり教える「バレないコツ」」といった特集で、専門家として税務申告のノウハウを解説。

### テレビ
解禁！ 暴露ナイト（テレビ東京）
ナイツのHIT商品会議室（千葉テレビ）
革命のファンファーレ（千葉テレビ）

## 関連書籍
- 2011年度改正税法 ここがポイントＱ＆Ａ
- 会計事務所と顧問先のための税務調査事前対策
- ～国税庁調査官の心理がよく分かる～ 税理士 松本 崇宏の税務調査事前対策
- 税務調査がこう変わった！税理士法人松本の役に立つ税務調査事前対策
- デリヘルはなぜ儲かるのか（小学館文庫ISBN:978-4094161038） (2007/04/06)
- 社長、税務調査の損得は税理士で決まる！（あさ出版） (2012/04/29)
- 不当な税務調査からはこうして身を守れ! （マトマ出版）(2012/11/09)
- 大増税時代がやってきた消費税のイロハ（CEO GROUP） (2013/12/15)
- 経営者であれば知っておきたい税務調査のイロハ 税務調査の手続きが変わった今だからこそ（CEO GROUP） (2014/05/15)
- 開業するなら知っておきたい 法人設立のイロハ ～新規開業するならこれを読め!～（INSPIRE PUBLISHERS） (2014/12/15)
- 会社経営者であれば知っておきたい 節税のイロハ (2015/04)
- 風俗業限定 最強の「節税」（幻冬舎ISBN：9784344912120） (2017/06/02)
- 従業員50名未満限定 最強の「労務管理」（クロスメディア・パブリッシングISBN：9784295402237） (2018/11/02)
- 板前税理士が教える 「最強」の飲食店経営 （クロスメディア・パブリッシングISBN：9784295404033）(2020/07/02)